# Марковское сельское поселение (Кировская область)
Марковское сельское поселение  — муниципальное образование в составе Немского района Кировской области России, существовавшее в 2006 — 2011 годах.
Центр — село Марково.

## История
Марковское сельское поселение образовано 1 января 2006 года согласно Закону Кировской области от 07.12.2004 № 284-ЗО.
Законом Кировской области от 5 июля 2011 года № 18-ЗО  поселение упразднено, все населённые пункты включены в состав  Немского сельского поселения.

## Состав
В состав поселения входили 7 населённых пунктов:
- село Марково
- деревня Большие Пальники
- деревня Зуи
- деревня Козиха
- деревня Копнята
- деревня Рагозы
- село Светополье